# Topolino (serie animata)
Topolino (Mickey Mouse), distribuita in DVD come I corti di Topolino, è una serie animata statunitense creata dalla Walt Disney Television Animation. Protagonisti sono Topolino, Minnie, Paperino, Paperina, Pippo e Pluto e tutta la banda Disney, le cui storie sono ambientate in diverse locazioni geografiche. I disegni hanno lo stile degli anni trenta dei cartoni Disney, ma con uno stile umoristico e avventuroso. Regista e produttore esecutivo è il vincitore di un Emmy Award Paul Rudish, famoso per aver diretto Il laboratorio di Dexter e Le Superchicche, serie di Cartoon Network.
Negli Stati Uniti, l'episodio pilota, "Croissant de Triomphe", è stato rilasciato per la prima volta come anteprima speciale il 12 marzo 2013 su Disney.com, mentre la serie è stata presentata in anteprima su Disney Channel dal 28 giugno dello stesso anno al 20 luglio 2019, per un totale di 94 episodi che coprono 5 stagioni, inclusi due episodi speciali. In Italia, invece, è stata presentata in anteprima l'8 luglio 2013 con il primo episodio e il Classico Disney, La principessa e il ranocchio, mentre i restanti episodi sono stati trasmessi dal 27 settembre dello stesso anno al 26 novembre al 27 novembre 2019 su Disney Channel. Generalmente gli episodi durano tra i 3 e i 4 minuti, ma alcuni durano 7 minuti; gli episodi speciali, invece, durano 22 minuti.
Il 14 settembre 2020 è stato annunciato che la serie verrà seguita da Il meraviglioso mondo di Topolino, che verrà pubblicata su Disney+ a partire dal 18 novembre 2020 per coincidere con il 92º compleanno di Topolino.

## Episodi
| Stagione         | Episodi | Prima TV USA | Prima TV Italia |
| ---------------- | ------- | ------------ | --------------- |
| Prima stagione   | 18      | 2013-2014    | 2013-2014       |
| Seconda stagione | 19      | 2014-2015    | 2014-2016       |
| Terza stagione   | 20      | 2015-2016    | 2015-2017       |
| Corti speciali   | 2       | 2016-2017    | 2016-2017       |
| Quarta stagione  | 19      | 2017-2018    | 2017-2020       |
| Quinta stagione  | 18      | 2018-2019    | 2018-2019       |

## Home video
La prima stagione completa di Topolino viene rilasciata in DVD dal 26 agosto 2014 negli Stati Uniti d'America e in Italia dal 28 ottobre 2015.
Un secondo DVD dal titolo Merry & Scary è stato pubblicato il 29 agosto 2017 e include i due episodi speciali Un Natale per Paperino e Storie da brivido con Topolino per un Halloween superspaventoso!. In Italia il DVD è inedito.

## Doppiaggio
| Personaggio | Doppiatore originale | Doppiatore italiano |
| ----------- | -------------------- | ------------------- |
| Topolino    | Chris Diamantopoulos | Alessandro Quarta   |
| Minni       | Russi Taylor         | Paola Valentini     |
| Paperino    | Tony Anselmo         | Luca Eliani         |
| Paperina    | Tress MacNeille      | Laura Lenghi        |
| Pippo       | Bill Farmer          | Roberto Pedicini    |
| Pluto       | Bill Farmer          | Leslie La Penna     |